# Hrvatski željeznički muzej
Hrvatski željeznički muzej (kratica HŽM) specijalizirani je tehnički muzej, čija se djelatnost ostvaruje prikupljanjem, čuvanjem, zaštitom, stručnom obradom i odgovarajućom prezentacijom željezničkih vozila, strojeva, uređaja, arhivskog gradiva i drugih povijesno obilježenih predmeta vezanih uz nastanak i razvoj željezničkog sustava u Hrvatskoj od 1860. godine do današnjih dana. Muzej je osnovan 19. ožujka 1991. godine, a osnivač su Hrvatske željeznice. Početkom devedesetih godina 20. stoljeća skupina zagovornika osnivanja željezničkog muzeja u javnosti je istupila kao Inicijativni odbor za osnivanje željezničkog muzeja u Zagrebu. Članovi odbora bili su: (1) prof. dr. Antun Bauer, (2) Emil Bohutinsky, akad. kipar, (3) doc. dr. sc. Mladen Bošnjak, (4) Čedomil Čavlina, dipl. ing, (5) Franjo Fajst, inspektor HŽP-a u mirovini i (6) Ivica Paić, dipl. ing. Muzej je smješten na privremenom prostoru s južne strane TŽV Gredelj u Zagrebu, pri kome djeluje, s ulazom iz Ulice grada Vukovara.
Muzej ima stalni postav na otvorenom te specijaliziranu knjižnicu znanstvenog tipa. Od 2004. godine HŽM na vanjskom prostoru ukupne površine 2.400 m² i ugrađenih 200-tinjak metara kolosijeka ima oblikovan privremeni izložbeni postav željezničkih vozila. Postav obuhvaća 12 lokomotiva, 6 vagona, snježni plug za parne lokomotive, tender parne lokomotive, kvatrocikl na ručni pogon. Među lokomotivama 8 ih je na parni pogon, jedna je električna, 2 su dizelske hidraulične manevarske lokomotive, 2 dizelske električne i jedna dizelska.

## Poveznice
- Popis muzeja u Hrvatskoj

## Vanjske poveznice
- Službene stranice
- Hrvatski željeznički muzej Hrvatska tehnička enciklopedija, portal hrvatske tehničke baštine. LZMK

45°48′04″N 15°59′03″E / 45.8010567414749°N 15.9841579198837°E